# عندما أرحل (أغنية)
عندما أرحل أغنية راب أمريكية لمغني الراب الأمريكي إمينيم وهي الأغنية رقم "16" من ألبومه Curtain Call : The Hits تم تسجيل الأغنية في مارس 2004 وتم إصدارها وإطلاقها في 6 ديسمبر 2005 من كتابة إمينيم و لويس رستو لقت نجاحا كبيرة عند صدورها أول مرة.

## نجاح الأغنية
استقبلت هذه الأغنية مراجعات ايجابية من نقاد الموسيقى. الاغنية التي صنفت رقم ثمانية على لوحة إعلانات الولايات المتحدة الأمريكية الساخنة BillBoard Hot 100 ، رقم 22 على لوحة الاغاني الساخنة The Hot Rap Trackschart , رقم أربعة على الرسم البياني المملكة المتحدة UK Singles Chart أما في الرسم البياني الأسترالي ARIA Singles Chart , فإن الاخير هو البلد الوحيد الذي بلغ ذروته في الرقم واحد.

## القصة
كان من المعتقد أن هذا الالبوم علامة على توقف المغني إمينيم من مسيرته الغنائية، فهو قال «أنا في مرحلة من حياتي الآن حيث أشعر انني لا أعرف أين ستذهب مهنتي... هذا هو السبب في أننا نسميه نداء الستارة، لأن هذا يمكن أن يكون الشيء الاخير. نحن لا نعرف.»
كلمات الاغنية تتعلق بحياة إمينيم كمغني مشهور يتدخل مع عائلته، فهو يستخدم الصور لاستحضار شعور بالحزن حول سقوط عائلته وانهيارها.
فيديو هذه الأغنية يظهر فيه مع زوجته فهو يريد سرد حكاية سقوط حياته الزوجية.

## فيديو الأغنية
يبدأ فيديو الأغنية مع إمينيم يطرق على منصة عن حياته في تجمع صغير. أنه في منزل مفتوح حيث يتجاهل إبداعات إبنته تماما ولكن قبل ان يرى خطأ في طريقة تصرفه مع عائلته يكون فات الأوان. وهو يتفرج عليها وهي تفلت من يده، ثم تتساءل إبنته كيف يمكن أن يكون أبا جيدا.
ثم يجد صناديق أمام باب بيته لأن ابنته منعته من الرحيل، ثم يحاول إقناع ابنته ان تدعه يذهب لكنها تصر على أن تعطيه قلادة عليها صورتها. ثم يجد نفسه في غرفة فندق وبعد ذلك على المسرح حيث يغني. في نهاية أدائه على المسرح، وجد ان ابنته تبعته وتخبره بالطلاق.
بعد ذلك، ذهب إمينيم خلف الكواليس وينظر للمرآة. ثم ضربها على انها طريقة «قتل» سليم شادي. ثم يجد نفسه في المنزل يلعب مع بناته على الأرجوحة. ثم ينتهي الفيديو وهو يصفق على المنصة.